# Juan Antonio Andrades
Juan Antonio Andrades Gutiérrez (Lyon, Francia, 30 de enero de 1966) es un exfutbolista nacido en Francia y con nacionalidad española que se desempeñaba como centrocampista.

## Clubes
| Club             | País   | Año       |
| ---------------- | ------ | --------- |
| RB Linense       | España | 1983-1987 |
| Sevilla Atlético | España | 1987-1989 |
| Sevilla F. C.    | España | 1989-1993 |
| Real Oviedo      | España | 1993-1996 |
| Écija Balompié   | España | 1996-1997 |